# Melanoplus foedus
Melanoplus foedus es una especie de saltamontes perteneciente a la familia Acrididae. Se encuentra en América del Norte.

## Subespecies
Tres subespecies pertenecen a la especie Melanoplus foedus:
- Melanoplus foedus fluviatilis Bruner, 1897
- Melanoplus foedus foedus Scudder, 1878
- Melanoplus foedus iselyi Hebard, 1936